# Divača
Divača (italien : Divaccia ; allemand : Waatsche) est une commune du sud-ouest de la Slovénie non loin de la ville de Trieste en Italie. La commune abrite les grottes de Škocjan, classées comme patrimoine mondial de l’UNESCO.

## Démographie
Entre 1999 et 2021, la population de la ville a légèrement augmenté bien qu'elle soit restée relativement faible avec un peu plus de 4 000 habitants,.
Évolution démographique
| 1999  | 2000  | 2001  | 2002  | 2003  | 2004  | 2005  | 2006  | 2007  |
| ----- | ----- | ----- | ----- | ----- | ----- | ----- | ----- | ----- |
| 3 802 | 3 852 | 3 847 | 3 889 | 3 899 | 3 873 | 3 850 | 3 859 | 3 871 |
| 2008  | 2009  | 2010  | 2011  | 2012  | 2013  | 2014  | 2015  | 2016  |
| 3 951 | 3 843 | 3 862 | 3 873 | 3 916 | 3 896 | 3 934 | 3 953 | 3 955 |
| 2017  | 2018  | 2019  | 2020  | 2021  |       |       |       |       |
| 4 000 | 4 085 | 4 157 | 4 213 | 4 334 |       |       |       |       |